# アトランタ・ホークスの年代別主要選手一覧
アトランタ・ホークスの年代別主要選手の一覧。
太文字…殿堂入り選手 (C)…優勝時に在籍した選手 (M)…在籍時にMVPを獲得した選手 (50)…偉大な50人 (75)…偉大な75人
| 1940年代 - ドン・オッテン (Don Otten)：1949-1950, 1951-1952 - ドワイト・エドルマン (Dwight Eddleman)：1949-1952 1950年代 (プレーオフ進出：5回, ファイナル進出：2回, 優勝：1回) - ジャック・ニコルズ (Jack Nichols)：1950-1951, 1952-1953 - フランク・ブライアン (Frank Brian)：1950-1951 - メル・ハッチンス (Mel Hutchins)：1951-1953 - ドン・サンダーレイジ (Don Sunderlage)：1953-1954 - チャック・シェア (Chuck Share)：1953-1960 (C) - ボブ・ ハリソン (Bob Harrison)：1954-1956 - ボブ・ペティット (Bob Pettit)：1954-1965 (C)(M)(50)(75) - フランク・セルヴィ (Frank Selvy)：1954-1956, 1957-1958 - アル・フェラーリ (Al Ferrari)：1955-1956, 1958-1962 - メッド・パーク (Med Park)：1955-1959 (C) - ジャック・コールマン (Jack Coleman)：1956-1958 (C) - ジャック・マクマホン (Jack McMahon)：1956-1960 (C) - エド・マコーレー (Ed Macauley)：1956-1958 (C) - クリフ・ヘイガン (Cliff Hagan)：1956-1966 (C) - スレーター・マーティン (Slater Martin)：1956-1960 (C) - ウィン・ウィルフォン (Win Wilfong)：1957-1959 (C) - クライド・ラブレット (Clyde Lovellette)：1958-1962 1960年代 (プレーオフ進出：9回, ファイナル進出：2回) - レニー・ウィルケンズ (Lenny Wilkens)：1960-1968 (50)(75) - コーチとしても殿堂入り - ゼルモ・ビーティ (Zelmo Beaty)：1962-1969 - チコ・ボーン (Chico Vaughn)：1962-1965 - ジョン・バーンヒル (John Barnhill)：1962-1965 - ビル・ブリッジーズ (Bill Bridges)：1963-1971 - ジーン・トーモーレン (Gene Tormohlen)：1963-1964, 1965-1968, 1969 - リッチー・ゲリン (Richie Guerin)：1963-1967, 1968-1970 - ポール・サイラス (Paul Silas)：1964-1969 - ジム・ワシントン (Jim Washington)：1965-1966, 1971-1975 - ジョー・コールドウェル (Joe Caldwell)：1965-1970 - ルー・ハドソン (Lou Hudson)：1966-1977 - ジム・デイビス (Jim Davis)：1967-1971 - ウォルト・ハザード (Walt Hazzard)：1968-1971 1970年代 (プレーオフ進出：6回) - ウォルト・ベラミー (Walt Bellamy)：1970-1974 - ピート・マラビッチ (Pete Maravich)：1970-1974 (50)(75) - ハーム・ギリアム (Herm Gilliam)：1971-1975 - ドワイト・ジョーンズ (Dwight Jones)：1973-1976 - ジョン・ブラウン (John Brown)：1973-1978, 1980 - トム・ヘンダーソン (Tom Henderson)：1974-1977 - ジョン・ドリュー (John Drew)：1974-1982 - トム・バン・アースデール (Tom Van Arsdale)：1974-1976 - コニー・ホーキンス (Connie Hawkins)：1975-1976 - アーモンド・ヒル (Armond Hill)：1976-1980, 1983 - スティーブ・ホーズ (Steve Hawes)：1976-1983 - トゥリー・ロリンズ (Tree Rollins)：1977-1988 - エディー・ジョンソン ("Fast Eddie" Johnson)：1977-1986 - チャーリー・クリス (Charlie Criss)：1977-1982, 1984, 1985 - トム・マクミレン (Tom McMillen)：1977-1983 - ダン・ラウンドフィールド (Dan Roundfield)：1978-1984 1980年代 (プレーオフ進出：8回) - ウェズ・マシューズ (Wes Matthews)：1981-1984, 1990 - マイク・グレン (Mike Glenn)：1981-1985 - ドミニク・ウィルキンス (Dominique Wilkins)：1982-1994 (75) - スコット・ヘイスティングス (Scott Hastings)：1983-1988 - ランディ・ウィットマン (Randy Wittman)：1983-1988 - ドック・リバース (Doc Rivers)：1983-1991 - クリフ・リビングストン (Cliff Levingston)：1984-1990 - アントワン・カー (Antoine Carr)：1984-1990 - ケビン・ウィリス (Kevin Willis)：1984-1994, 2004-2005 - ジョン・コンカック (Jon Koncak)：1985-1995 - ジョン・バトル (John Battle)：1985-1991 - スパッド・ウェブ (Spud Webb)：1985-1991, 1995-1996 - モーゼス・マローン (Moses Malone)：1988-1991 (75) - デュエイン・フェレル (Duane Ferrell)：1988-1994 1990年代 (プレーオフ進出：8回) - ステイシー・オーグモン (Stacey Augmon)：1991-1996 - ムーキー・ブレイロック (Mookie Blaylock)：1992-1999 - クレイグ・イーロー (Craig Ehlo)：1993-1996 - ダニー・マニング (Danny Manning)：1994 - スティーブ・スミス (Steve Smith)：1994-1999 - グラント・ロング (Grant Long)：1994-1996, 1998-1999 - アラン・ヘンダーソン (Alan Henderson)：1995-2004 - クリスチャン・レイトナー (Christian Laettner)：1996-1998 - ディケンベ・ムトンボ (Dikembe Mutombo)：1996-2001 - クリス・クロフォード (Chris Crawford)：1997-2004 - ジェイソン・テリー (Jason Terry)：1999-2004 - ディオン・グローバー (Dion Glover)：1999-2004 | 2000年代 (プレーオフ進出：2回) - テオ・ラトリフ (Theo Ratliff)：2001-2004 - シャリーフ・アブドゥル＝ラヒーム (Shareef Abdur-Rahim)：2001-2004 - グレン・ロビンソン (Glenn Robinson)：2002-2003 - スティーブン・ジャクソン (Stephen Jackson)：2003-2004 - ジョシュ・チルドレス (Josh Childress)：2004-2008 - ジョシュ・スミス (Josh Smith)：2004-2013 - アル・ハリントン (Al Harrington)：2004-2006 - ティロン・ルー (Tyronn Lue)：2004-2008 - マービン・ウィリアムズ (Marvin Williams)：2005-2012 - ジョー・ジョンソン (Joe Johnson)：2005-2012 - ザザ・パチュリア (Zaza Pachulia)：2005-2013 - アル・ホーフォード (Al Hoford)：2007-2016 - マイク・ビビー (Mike Bibby)：2008-2011 - ジェフ・ティーグ (Jeff Teague)：2009-2016, 2020 - ジャマール・クロフォード (Jamal Crawford)：2009-2011 2010年代 (プレーオフ進出：8回) - マイク・スコット (Mike Scott)：2012-2017 - ルー・ウィリアムズ (Lou Williams)：2012-2014, 2021-2022 - カイル・コーバー (Kyle Korver)：2012-2017 - デニス・シュルーダー (Dennis Schroder)：2013-2018 - マイク・マスカラ (Mike Muscala)：2013-2018 - ポール・ミルサップ (Paul Millsap)：2013-2017 - デマール・キャロル (DeMarre Carroll)：2013-2015 - ケント・ベイズモア (Kent Bazemore)：2014-2019 - ドワイト・ハワード (Dwight Howard)：2016-2017 - ジョン・コリンズ (John Collins)：2017-2023 - ドウェイン・デドモン (Dewayne Dedmon)：2017-2019, 2020 - トレイ・ヤング (Trae Young)：2018- - ケビン・ハーター (Kevin Huerter)：2018-2022 - ヴィンス・カーター (Vince Carter)：2018-2020 - デアンドレ・ハンター (De'Andre Hunter)：2019-2025 2020年代 (プレーオフ進出：3回) - クリント・カペラ (Clint Capela)：2020-2025 - オニエカ・オコング (Onyeka Okongwu)：2020- - ボグダン・ボグダノヴィッチ (Bogdan Bogdanović)：2020-2025 - ジェイレン・ジョンソン (Jalen Johnson)：2021- - デジャンテ・マレー (Dejounte Murray)：2022-2024 - ザカリー・リザシェイ (Zaccharie Risacher)：2024- - ダイソン・ダニエルズ (Dyson Daniels)：2024- |